# 汪天來
汪天來（？—？），字溯潢，江南碭山人，清朝官員。
監生出身，加授福州府通判。乾隆十年（1745年）任台灣澎湖通判。乾隆十三年（1748年）。他則接替張若霳，升任台灣府海防補盜同知。品等為正五品的該官職隸屬於台灣府，主管船政治安業務，相當於副知府。